# Méridienne du jardin de l'hôtel de ville
La méridienne du jardin de l'hôtel de ville est une méridienne érigée à Rouen, en France.

## Historique
Commandée par les Consuls de la ville, la méridienne est édifiée en 1753 sur les quais de la Seine , sur le terre-plein de l'ancienne bourse de Rouen. Indiquant le midi solaire, elle sert au réglage des chronomètres de marine des navires qui partent du port de Rouen. 
La bourse est rasée le 8 ventôse an II (26 février 1794). Cédée à la ville, la méridienne est réédifiée à son emplacement actuel en 1827, afin de remplacer la méridienne de l'ancienne abbaye Saint-Ouen. Le soubassement et les plaques du temps moyen sont ajoutés à cette époque.

## Description du monument
La méridienne est érigée contre le mur nord du jardin de l'hôtel de ville. Il s'agit d'une construction monumentale, constituée d'une méridienne soutenue par un groupe sculpté par Paul-Ambroise Slodtz, lui-même posé sur un soubassement comportant une niche.
La méridienne est constituée d'une barre verticale gravée dans la pierre, sous laquelle figure figure l'heure du midi en chiffres romains (« XII »). Le style est un disque à œilleton, soutenu par un trépied. L'orientation du monument en fait une méridienne déclinante de l'après-midi.
La barre de la méridienne est gravée sur un obélisque surmonté d'une sphère, occupant la partie centrale et supérieure d'un groupe sculpté. Sur la gauche, une allégorie du Commerce : une femme assise sur un rocher tient, une corne d'abondance dans une main et un timon de gouvernail entouré d'un serpent dans l'autre. Sur la droite, une allégorie du Temps : un homme âgé soulève un voile ; sa main gauche, munie d'un sablier, pointe vers la ligne méridienne. À ses pieds figure un globe enveloppé par une voile marine, sur laquelle est représentée une ancre.
Le soubassement en cailloutis comporte douze plaques de marbre, correspondant aux douze mois de l'année et fortement dégradées. Sur chacune est inscrite une table permettant, pour un jour donné, de connaitre l'heure légale correspondant au midi solaire donné par la méridienne.

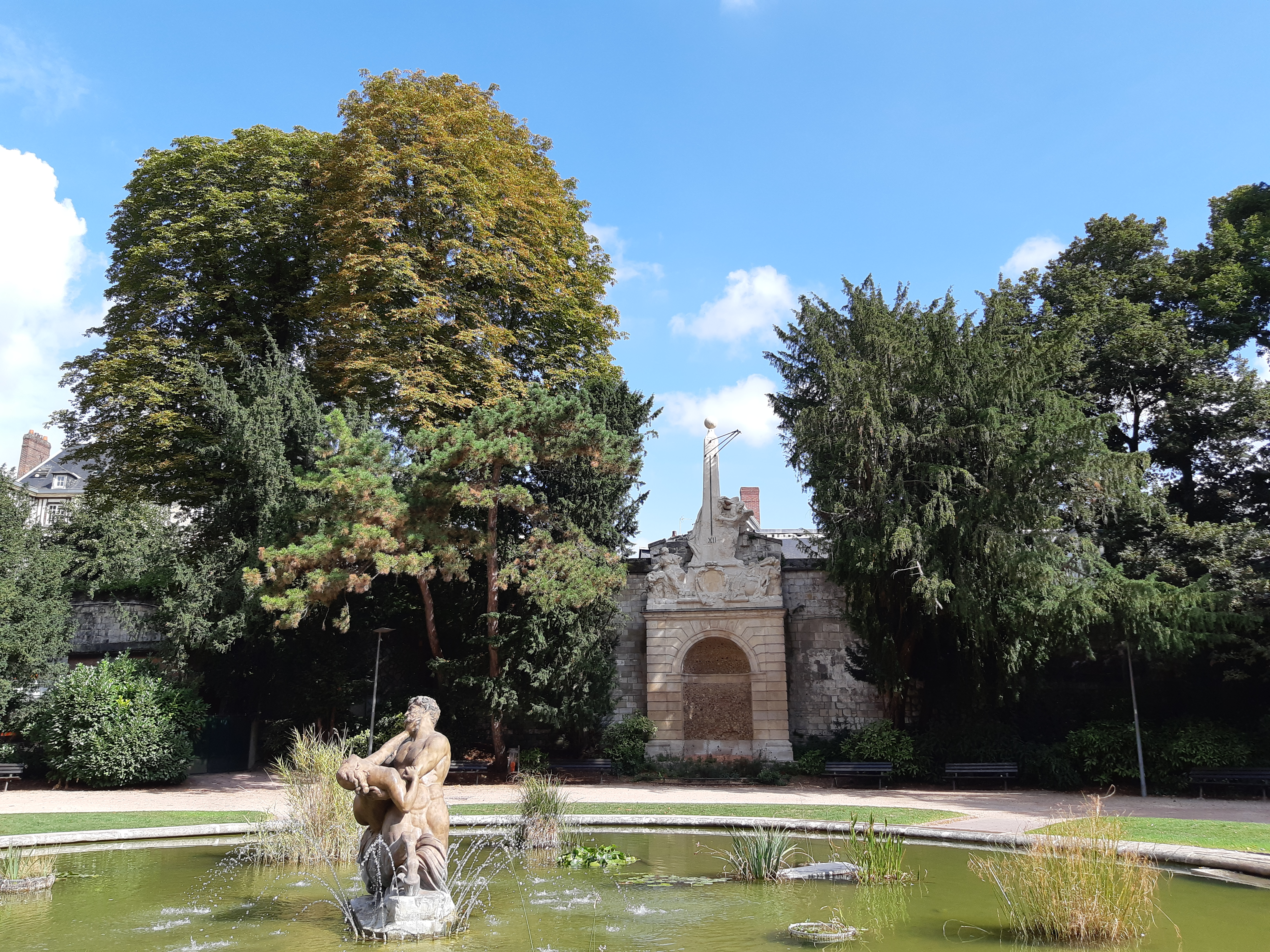
Méridienne du jardin de l'hôtel de ville de Rouen - Vue générale.